# 3 maggio
Il 3 maggio è il 123º giorno del calendario gregoriano (il 124º negli anni bisestili). Mancano 242 giorni alla fine dell'anno.

## Eventi
- 1241 - Mar Tirreno: davanti all'isola del Giglio la flotta di Federico II e quella di Pisa attaccano le navi di Genova con a bordo dei prelati diretti al concilio indetto da papa Gregorio IX, catturandoli
- 1497 - Consacrazione della Certosa di Pavia
- 1512 - Roma, inizio del Concilio Lateranense V
- 1791 - La Dieta polacca proclama la Costituzione del 3 maggio (prima costituzione moderna in Europa, seconda nel mondo)
- 1808
  - Spagna: rivolta a Madrid contro l'occupazione di Napoleone Bonaparte, i massacri del popolo da parte dei francesi ispireranno varie opere di Francisco Goya, tra cui il dipinto Il 3 maggio 1808
  - Guerra di Finlandia: la Svezia perde la fortezza di Sveaborg, che viene conquistata dalla Russia
- 1810 - Lord Byron nuota nell'Ellesponto
- 1815 - Guerra austro-napoletana: l'esercito austriaco sconfigge le truppe del Regno di Napoli comandate da Gioacchino Murat nella battaglia di Tolentino
- 1860 - Carlo XV di Svezia-Norvegia viene incoronato re di Svezia
- 1867 - La Compagnia della Baia di Hudson rinuncia a tutte le pretese sull'isola di Vancouver
- 1912 - Le prime vittime del RMS Titanic vengono seppellite ad Halifax, in Nuova Scozia
- 1916 - I leader della Sollevazione di Pasqua vengono giustiziati a Dublino
- 1923 - Jacopo Gasparini (1879 - 1941) viene eletto governatore d'Eritrea; rimarrà in carica fino al 1928
- 1933 - Nellie Tayloe Ross diventa la prima donna a dirigere la Zecca degli Stati Uniti d'America
- 1937 - Il romanzo di Margaret Mitchell Via col vento vince il Premio Pulitzer
- 1938 - Adolf Hitler arriva in Italia, la sua alleata durante il regime fascista
- 1939 - Stalin nomina come ministro degli esteri Vjačeslav Michajlovič Molotov
- 1941 - Dopo l'intervento delle truppe tedesche la Grecia si arrende all'Italia
- 1945 - Seconda guerra mondiale: affondamento delle prigioni galleggianti: Cap Arcona, Thielbek e Deutschland da parte della RAF nella baia di Lubecca
- 1946 - Il Tribunale Militare Internazionale per l'Estremo Oriente inizia i suoi lavori a Tokyo, contro 28 rappresentanti dell'esercito e del governo giapponese, accusati di crimini di guerra e crimini contro l'umanità
- 1947 - La nuova Costituzione postbellica del Giappone entra in vigore
- 1951
  - Apertura della Royal Festival Hall di Londra
  - Jōsei Toda diventa il secondo presidente della Soka Gakkai
- 1952 - I tenenti colonnelli statunitensi Joseph O. Fletcher e William P. Benedict atterrano con un aereo sul Polo nord geografico
- 1956 - Prima edizione dei campionati del mondo di jūdō
- 1960 - Daisaku Ikeda diventa il terzo presidente del Soka Gakkai
- 1968 - Parigi, prime cariche della polizia contro studenti in protesta: è l'inizio del Maggio francese
- 1970 - Leonardo Murialdo viene proclamato santo da papa Paolo VI
- 1979 - Margaret Thatcher viene nominata primo ministro del Regno Unito, assumendo formalmente l'incarico il giorno dopo
- 1982
  - In Polonia, a Varsavia e in altre città, le manifestazioni di Solidarność si scontrano con la polizia
  - Guerra delle Falkland: il cacciatorpediniere Type 42 HMS Sheffield (D80) viene colpito e affondato da un missile Exocet
- 1991
  - Viene firmata la Dichiarazione di Windhoek
  - Viene trasmesso l'ultimo episodio della soap opera Dallas
- 1998 - Alle 00:08 Jacques Chirac e Helmut Kohl firmano l'accordo sulla nomina del presidente della Banca centrale europea: è la nascita dell'euro, che provvisoriamente vale 1936,27 lire italiane
- 2002 - L'euro diventa la valuta ufficiale dei paesi dell'Unione monetaria europea
- 2005 - Dopo 35 anni, la Corte di cassazione assolve tutti gli imputati della Strage di Piazza Fontana e condanna al pagamento delle spese processuali i parenti delle vittime e le parti civili
- 2018
  - L'Academy Awards espelle l'attore Bill Cosby e il regista Roman Polański in seguito alle accuse mosse contro di loro
  - Per la prima volta dal 1983, si risveglia il vulcano Kīlauea alle Hawaii

## Nati
Ci sono circa 1 110 voci su persone nate il 3 maggio; vedi la pagina Nati il 3 maggio per un elenco descrittivo o la categoria Nati il 3 maggio per un indice alfabetico.

## Morti
Ci sono circa 460 voci su persone morte il 3 maggio; vedi la pagina Morti il 3 maggio per un elenco descrittivo o la categoria Morti il 3 maggio per un indice alfabetico.

## Feste e ricorrenze

### Civili
Internazionali:
- Giornata mondiale dell'asma
- UNESCO - Giornata mondiale della libertà di stampa
- Giornata mondiale del koala
- Giornata mondiale del Sole[1]

Nazionali:
- Giappone - Festa della Costituzione (festa nazionale)
- Polonia - Festa della Carta Costituzionale del 3 maggio (festa nazionale)

### Religiose
Cristianesimo:
- Invenzione della Santa Croce
- Beato Adamo di Cantalupo in Sabina
- Beato Arnaldo de Rossinol, mercedario
- Sant'Alessandro I, papa
- Sant'Ansfrido di Utrecht, vescovo e confessore
- San Conlaedo, vescovo
- Beato Edoardo Giuseppe Rosaz, vescovo e fondatore delle Suore francescane missionarie di Susa
- Beata Emilia Bicchieri, domenicana
- Santi Evenzio, Alessandro e Teodulo, martiri
- San Filippo apostolo
- San Giacomo il Minore, apostolo
- San Giovenale di Narni, vescovo
- San Guglielmo da Firenze, mercedario e martire
- Beata Marie-Léonie Paradis, fondatrice Piccole suore della Sacra Famiglia
- San Pietro di Argo, vescovo
- San Stanislao Casimiritano, sacerdote
- San Teodosio di Pečers'k, monaco
- Santi Timoteo e Maura, sposi e martiri
- Santa Viola di Verona, martire
- Beato Zaccaria, francescano

Religione romana antica e moderna:
- Ludi Florali, sesto e ultimo giorno

Soka Gakkai:
- Giorno della Soka Gakkai